# Onze-Lieve-Vrouw-Geboortekerk van Alden Biesen

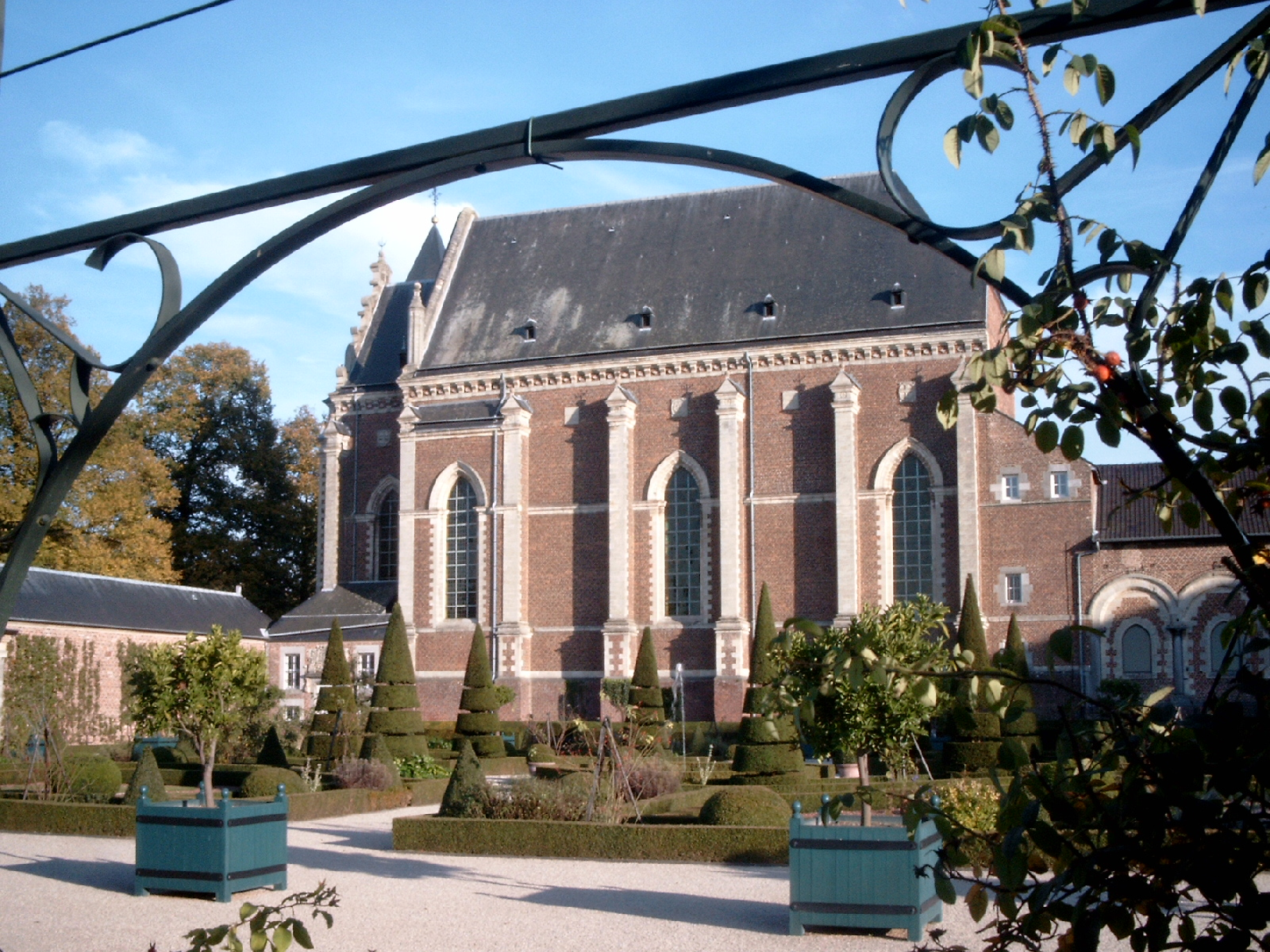
Onze-Lieve-Vrouw-Geboortekerk, de voormalige Ordekapel van Alden Biesen

De Onze-Lieve-Vrouw-Geboortekerk is de parochiekerk van Rijkhoven, gelegen in de commanderij Alden Biesen aan de Kasteelstraat 6-8 te Rijkhoven. De kerk is opgedragen aan Onze-Lieve-Vrouw-Geboorte.

## Geschiedenis
Oorspronkelijk was dit de kapel van de commanderij. In 1631 werd met de bouw begonnen onder landcommandeur Edmond Huyn van Amstenrade en ze werd voltooid onder diens opvolger Godfried Huyn van Geleen. In 1638 werd de kerk ingewijd en in 1870 werd ze verheven tot parochiekerk van Rijkhoven.

## Gebouw

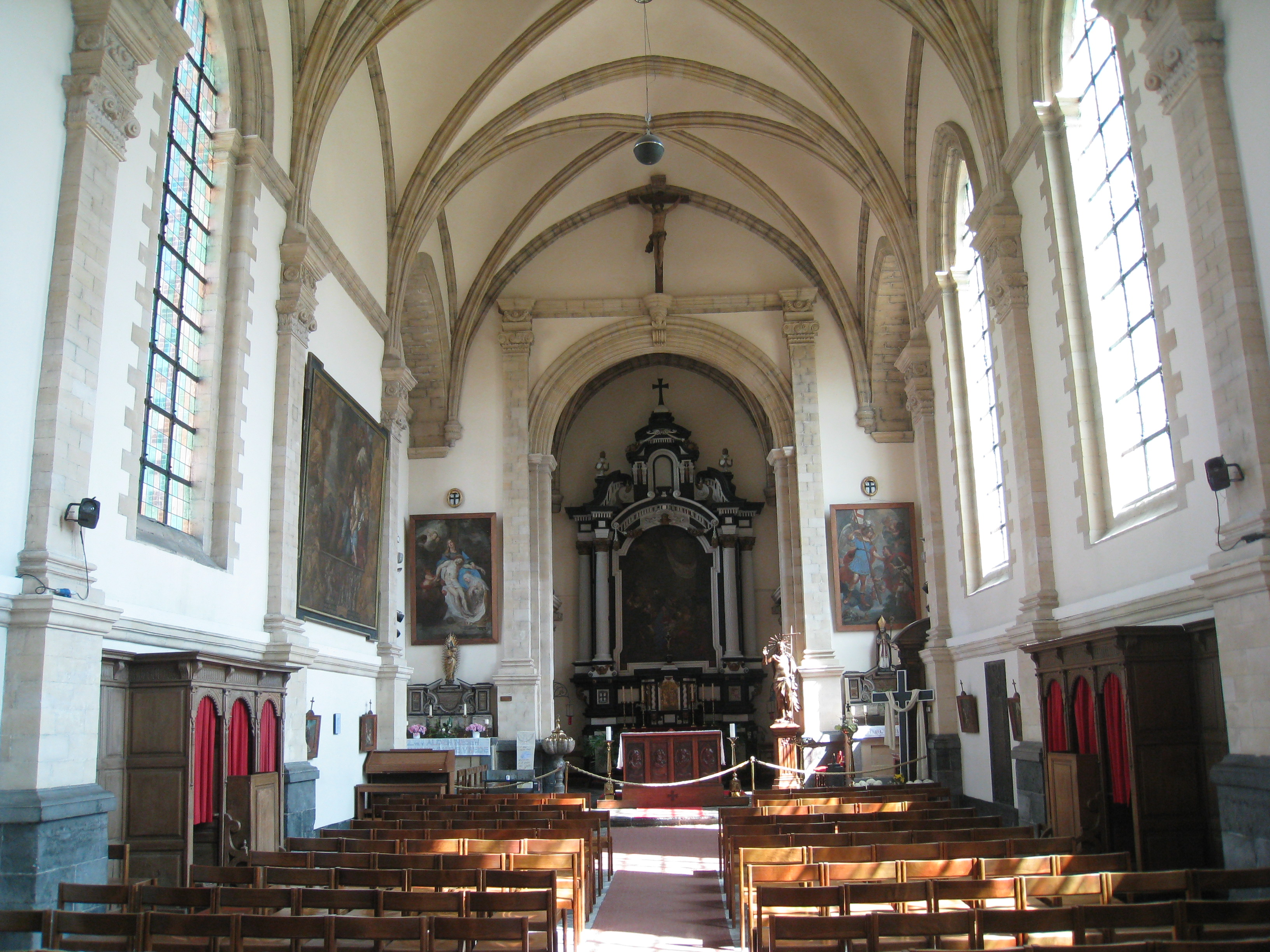
Het barokke interieur

Het is een zaalkerk in vroegbarokke stijl, uitgevoerd in baksteen op een kalkstenen plint. Een krulgevel sluit het koor af. Deze gevel heeft mergelstenen ornamenten en draagt het jaartal 1637. In deze gevel bevindt zich een nis met daarin een beeltenis van Onze-Lieve-Vrouw met Kind.
Aan de zuidzijde bevindt zich een portaal, terwijl in de westgevel een tweede portaal werd aangebracht, bestemd voor de Landcommandeur. Hierboven vindt men het wapenschild van Damian Hugo von Schönborn.

## Meubilair
Aan schilderstukken bezit de kerk een Christus en de Wenende Vrouwen. Voorts twee schilderstukken die toegeschreven worden aan Gaspar de Crayer (eerste helft der 17e eeuw), namelijk een Piëta met Sint-Franciscus en Sint-Elisabeth van Hongarije, en een Sint-Michael en Sint-Joris. Dit waren de voormalige altaarstukken der zij-altaren.
Het hoofdaltaar (1638-1640) werd vervaardigd door Leonard en Gilis de Froidmont. Het altaarstuk, vervaardigd door Gérard Douffet (1641) stelt de Geboorte van Christus voor.
Van de beelden in hout kunnen worden vermeld: Sint-Blasius (2e kwart van de 17e eeuw; Verrezen Christus; Onze-Lieve-Vrouw met Kind in stralenkrans, en een triomfkruis boven de scheiboog.
Vermeldenswaard zijn verder de koorbanken (18e eeuw), de koorstoel van de Landcommandeur (2e helft 17e eeuw), en de biechtstoelen (ongeveer 1650). Het marmeren doopvont is uit 1651. Het bevat het wapenschild van Godfried Huijn van Geleen. Ook zijn in de kerk diverse grafstenen van landcommandeurs te vinden. De oudste is van Edmond von Wörth (1292) in vroeggotische stijl. Vele grafstenen zijn 17e-eeuws. 